# Bộ máy chính quyền Việt Nam từ 2025
Bộ máy chính quyền Việt Nam từ sau cuộc Cải cách thể chế Việt Nam 2024–2025 do Tổng bí thư Tô Lâm khởi xướng đã có những thay đổi lớn với khung khổ và cách vận hành mới.

## Chính phủ
Chính phủ là cơ quan đầu não, cao nhất của hệ thống chính quyền Việt Nam. Cấu trúc từ 2025 bao gồm:
1. Thủ tướng Chính phủ - Thủ tướng đương nhiệm: Phạm Minh Chính
2. Các Phó Thủ tướng Chính phủ: Bao gồm:

## Hệ thống các Bộ và cơ quan ngang bộ, cơ quan thuộc Chính phủ
Các Bộ là cơ quan ngành dọc, đảm bảo các hoạt động chuyên môn và triển khai theo ngành dọc xuống đến các địa phương. Có 21 Bộ và cơ quan ngang bộ, cơ quan thuộc Chính phủ, cụ thể bao gồm: 13 bộ, 4 cơ quan ngang bộ và 4 cơ quan thuộc Chính phủ. Danh sách gồm:

### Các Bộ
1. Bộ Quốc phòng - Bộ trưởng: Phan Văn Giang
2. Bộ Công an - Bộ trưởng: Lương Tam Quang
3. Bộ Ngoại giao - Bộ trưởng: Bùi Thanh Sơn
4. Bộ Nội vụ - Bộ trưởng: Phạm Thị Thanh Trà
5. Bộ Tư pháp - Bộ trưởng: Nguyễn Hải Ninh
6. Bộ Tài chính - Bộ trưởng: Nguyễn Văn Thắng
7. Bộ Công Thương - Bộ trưởng: Nguyễn Hồng Diên
8. Bộ Nông nghiệp và Môi trường - Bộ trưởng: Đỗ Đức Duy
9. Bộ Xây dựng - Bộ trưởng: Trần Hồng Minh
10. Bộ Văn hóa, Thể thao và Du lịch - Bộ trưởng: Nguyễn Văn Hùng
11. Bộ Khoa học và Công nghệ -: Bộ trưởng Nguyễn Mạnh Hùng
12. Bộ Giáo dục và Đào tạo - Bộ trưởng: Nguyễn Kim Sơn
13. Bộ Y tế - Bộ trưởng: Đào Hồng Lan
14. Bộ Dân tộc và Tôn giáo - Bộ trưởng: Đào Ngọc Dung

### Cơ quan ngang Bộ
1. Văn phòng Chính phủ - Bộ trưởng, Chủ nhiệm Văn phòng Chính phủ Trần Văn Sơn
2. Ngân hàng Nhà nước Việt Nam - Thống đốc Nguyễn Thị Hồng
3. Thanh tra Chính phủ - Tổng Thanh tra Chính phủ Đoàn Hồng Phong

## Chính quyền địa phương tỉnh, thành phố
Chính quyền địa phương các tỉnh, thành phố được xem là cơ cấu hàng ngang nhằm đảm bảo sự vận hành trơn tru và nhịp nhàng của Chính phủ. Cơ cấu này từ 2025 bao gồm:
1. Thành phố Hà Nội
2. Thành phố Hồ Chí Minh